# Kenji (特殊メイクアーティスト)
Kenji（けんじ）は東京で活動する特殊メイクアーティスト。ウィルヘルミーナ・ジャパン所属。

## 経歴
タイのトップメイクアップアーティストMontri Wadlaiadに師事、メイクを学ぶ。2007年、Make-Up Technique IntI (MTI) 卒業。2009年、カナダComplexions International Academy卒業。多くのコマーシャル、イベント、ミュージックビデオ、映画などで特殊メイクを行う。

## 主な参加CM作品
- ロッテガム「ゼウス」
- 資生堂「Ag+」
- 三国志バトル
- EPSON
- ソイカラ 鬼メイク
- ピザハットWeb CM
- アディダス miZXFLUX オープニングイベント
- docomo Web CM 「NTTぷらら」

## 主な参加映画作品
- Chua Fah Din Salai (タイ長編映画、Mom Noi監督作品)
- Dead Before Dawn (トロント初インデペンデンス3D映画 、April Mullen監督作品) 特殊メイク＆ビューティーメイク 総指揮者
- We Ate The Children Last（TIFF短編映画最優秀作品）
- 少女椿
- トリック４劇場版
- Japanese beauty
- 風に立つライオン
- 赤い雪 [1]

## 主な受賞歴
- International Make-up Artist Tread Show（IMATS）世界大会優勝

## その他
東京デザイナー学院、大阪ヒロ・メイキャップ アカデミー、 タカラ美容専門学校、バンタンデザイン研究所などで講師を務める。